# Northrop XP-79 Flying Ram
Northrop XP-79 Flying Ram byl ambiciózní americký projekt stíhacího samokřídla, s proudovým pohonem, vyvíjený firmou Northrop. Typ měl ničit nepřátelské letouny taranem a obsahoval několik novátorských konstrukčních řešení. Pilot letoun řídil v pozici vleže na břiše a tak měl lépe snášet vysoká přetížení během bojových manévrů. Skořepinová konstrukce byla namísto z hliníku vytvořena z lehčího hořčíku (magnézia).
Jack Northrop v roce 1942 navrhl projekt XP-79 jako vysoce výkonné stíhací samokřídlo s raketovým pohonem, které mělo dosáhnout až rychlosti zvuku. Koncepce byla podobná německému Messerschmittu Me 163. V lednu 1943 USAAF objednalo stavbu tří prototypů. Pro otestování aerodynamické koncepce byly vyrobeny tři kluzáky. První s označením MX-324 poprvé vzlétl 5. července 1944 ve vleku za letounem Lockheed P-38 Lightning. MX-324 při letu použil raketové motory a stal se prvním americkým letounem, který letěl na raketový pohon.
Původně byla plánována stavba dvou prototypů s dvojicí raketových motorů používajících palivo Aerojet (směs anilinu a kyseliny dusičné). Palivo mělo silné korozivní účinky a bylo vysoce toxické. Raketový pohon se ale neosvědčil, a proto bylo rozhodnuto postavit jen jeden prototyp XP-79B s dvojicí proudových motorů Westinghouse J30 a zbylé dva prototypy zrušit. Měl zdvojené ocasní plochy a zatahovací podvozek letounu měl tandemové uspořádání se čtyřmi koly, po dvou za sebou.
Počítalo se také s nekonvenčním stylem boje a letoun měl vyztuženou náběžnou hranu křídla, aby mohl ničit nepřátelské letouny taranem. Pro klasický útok měl nést čtyři kulomety ráže 12,7 mm.
Trup byl pro úsporu hmotnosti postaven z hořčíku. Pilot ležel na břiše v nepřetlakové kabině. Křídlo bylo poloskořepinové konstrukce. Kromě klasických křidélek měl typ vstupy vzduchu pro kontrolu bočního vedení.[ujasnit]
Prototyp byl v červnu 1945 dopraven na leteckou základnu na jezeru Muroc. Zalétání se opozdilo pro problémy s praskajícími pneumatikami během pojezdových zkoušek. Nakonec XP-79B 12. září 1945 vzlétl k prvnímu letu, během kterého se ale zřítil. Když po 15 minutách ve vzduchu prováděl vývrtku, pilot nad ním z neznámých důvodů ztratil kontrolu. Testovací pilot Harry Crosby zahynul při pokusu o opuštění letounu na padáku. Prototyp z vysoce hořlavého magnézia po dopadu kompletně vyhořel. Krátce na to byl projekt zrušen.

## Specifikace

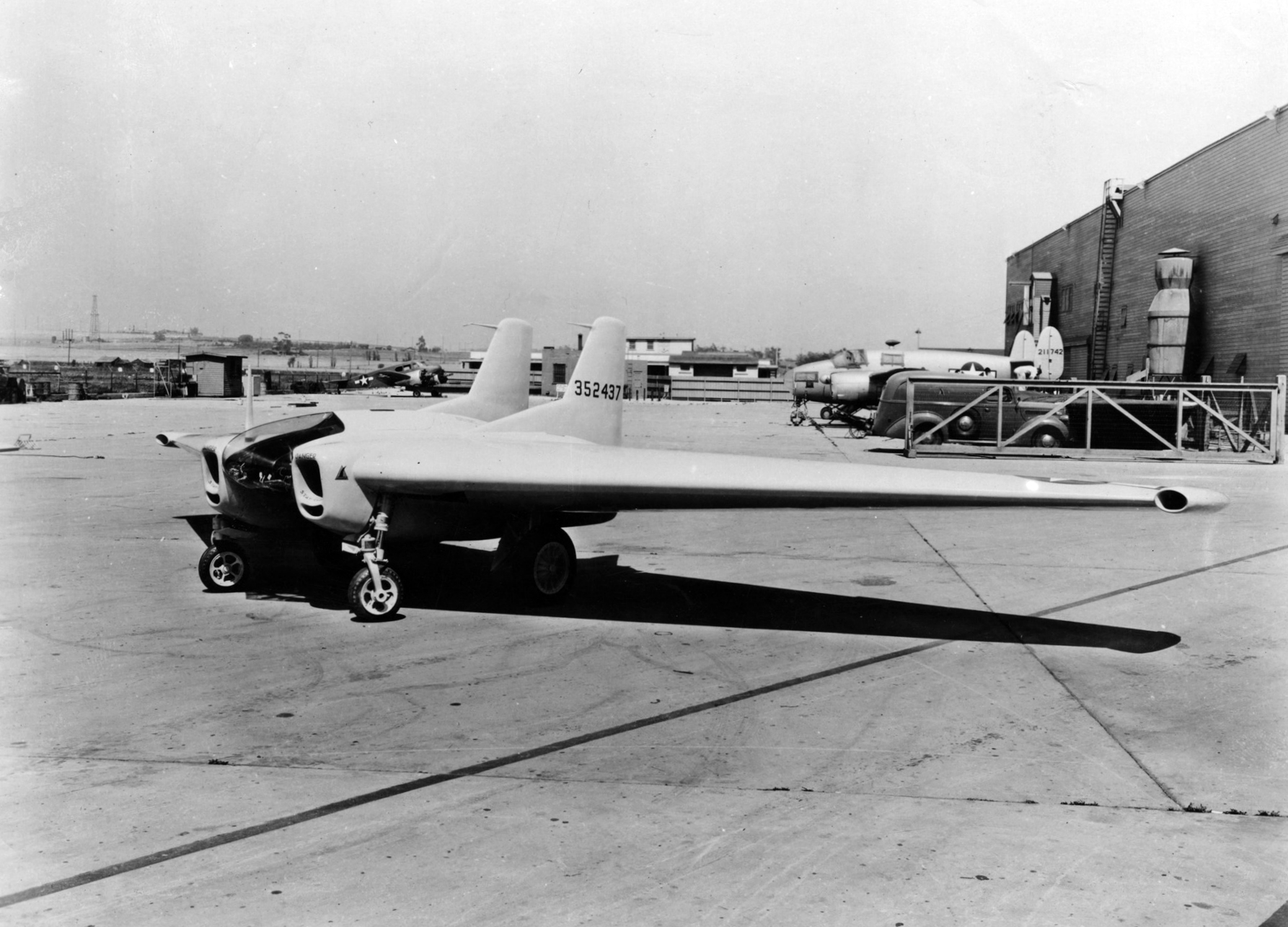
Northrop XP-79

### Technické údaje
- Osádka: 1
- Rozpětí: 8,54 m
- Délka: 4,27 m
- Výška: 2,13 m
- Nosná plocha: 25,8 m²
- Plošné zatížení: 153 kg/m²
- Hmotnost prázdného letounu: 2650 kg
- Vzletová hmotnost: 3932 kg
- Pohonná jednotka: 2× proudový motor Westinghouse 19B (J30)
  - Tah pohonné jednotky: 5,1kN

### Výkony (vypočtené)
- Maximální rychlost: 880 km/h
- Dostup: 12 200 m
- Stoupavost: 1220 m/min
- Dolet: 1598 km

### Předpokládaná výzbroj
- 4 × 12,7mm kulomet